# Golf d'Hardelot
Le golf d'Hardelot est un golf situé dans la station balnéaire d'Hardelot-Plage dans le Pas-de-Calais. Il se compose de deux parcours de 18 trous : les Pins et les Dunes. Il est considéré comme l'un des plus beaux sites golfiques d'Europe.

## Premier golf d'Hardelot
En 1906, un parcours de golf fut créé à Hardelot où jouaient les plus grands champions de l'époque. Il a été dessiné par John Duncan Dunn à la demande de John Whitley (mécène anglais à l'origine des stations d'Hardelot et du Touquet).

## Golf des Pins
Le golf des Pins est un parcours de 18 trous construit en 1934 par l'architecte britannique Tom Simpson. Il remplace le parcours de 1906. Il est réputé en France et à l'étranger pour sa technicité. Situé dans une vaste forêt, ce parcours long de 5 926 m est un par 73.

## Golf des Dunes
Le golf des Dunes est un parcours de 18 trous construit par les architectes Paul Rollin et Jean-Claude Cornillot et ouvert en 1991. Traversant des paysages variables (lacs, dunes, vallons boisés, etc), ce parcours long de 5 193 m est un par 69.

## Équipements
Le golf d'Hardelot propose :
- Des infrastructures d'entraînement : Practice (12 postes couverts et 11 postes extérieurs aux Dunes, 4 postes couverts et 10 postes extérieurs aux Pins), un putting green et un pitching green
- Une école de golf
- Des services de location de chariots, de voiturettes et de clubs.
- Deux clubs-houses avec restaurants, bars, vestiaires, etc.

## Gestion
Depuis 1996, le Golf d'Hardelot est dirigé par Ken Strachan, ancien golfeur professionnel originaire de Dufftown dans le nord de l’Écosse.
En 1999, le golf rejoint le groupe "Open Golf Club", qui gère une trentaine de golfs « de réputation internationale » et d'hôtels associés dans le monde.

## Fréquentation
En 2005, le Golf d'Hardelot a accueilli 43 849 joueurs. La clientèle anglaise représente 65 % du chiffre.

## Compétitions
Le golf des Pins a accueilli le National Omnium, le Championnat de France professionnel et la Coupe des Nations. Le Grand Pro-am de la Côte d’Opale, les internationaux de France de Foursome et le Grand Prix de la Côte d’Opale se déroulent chaque année à Hardelot.